# Rotación de cultivos

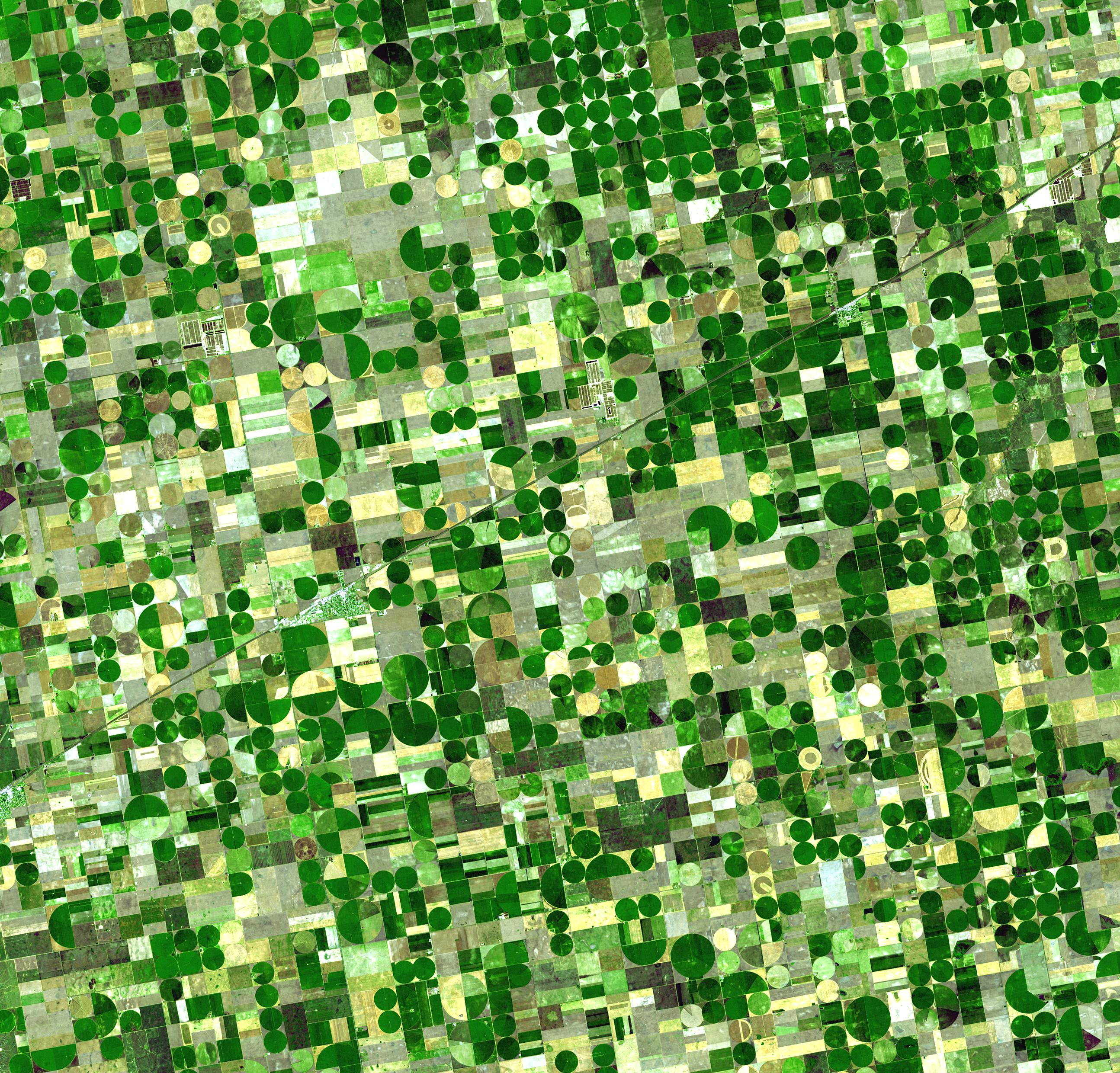
Imagen de campos de cultivo circulares en Kansas, fin de junio de 2001. Saludables, en verde los cultivos en crecimiento. Maíz en prefloración. Sorgo, muy pero muy parecido al maíz, crece más despacio (más pequeño, posiblemente más pálido). Trigo oro brillante al cosecharse, boreal, en junio y en diciembre. En castaño, lotes recientemente cosechados y arados, en barbecho por el año.

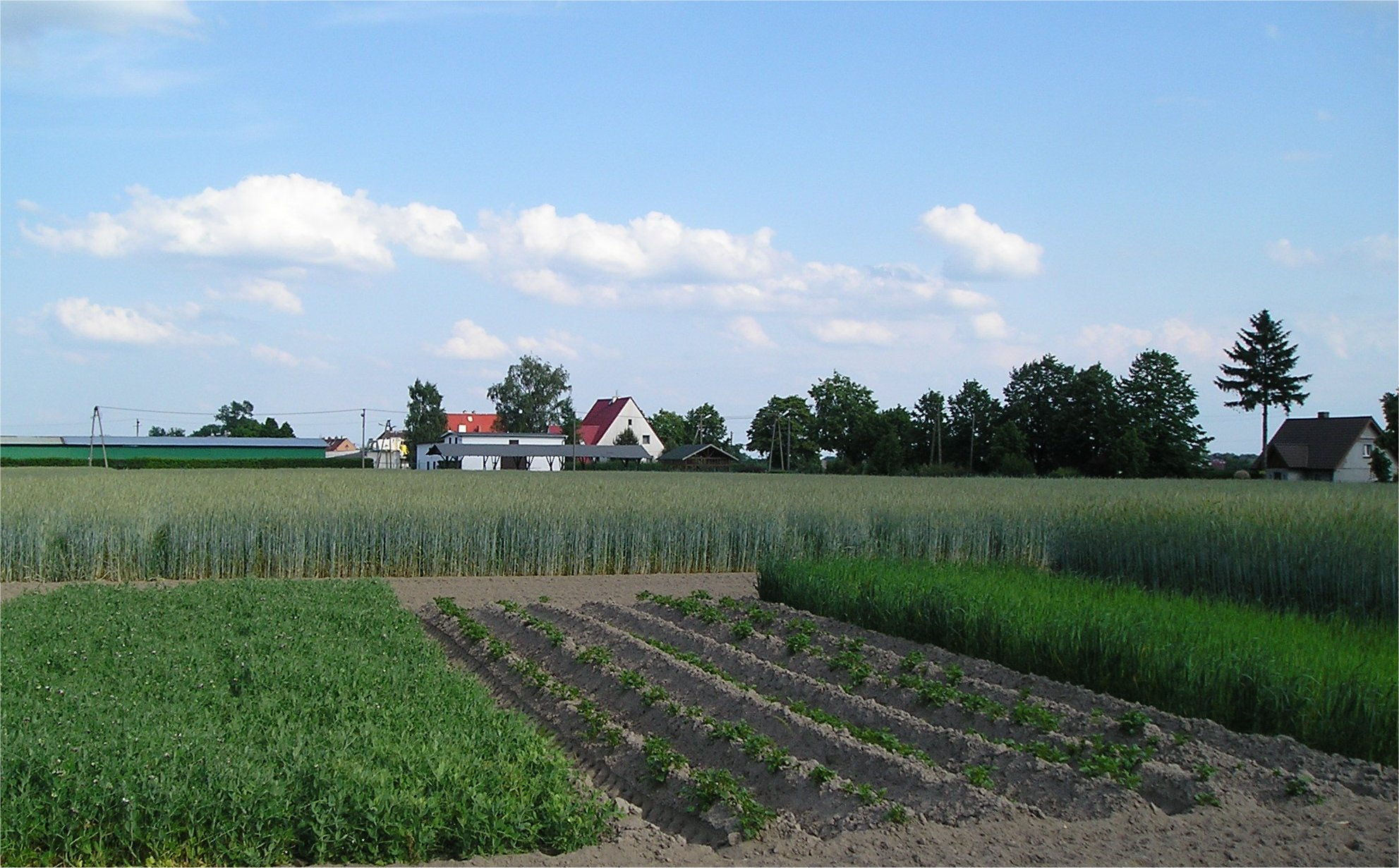
Efectos de la rotación de cultivos y del monocultivo en la granja experimental de Swojec, Universidad de Breslavia de Ciencias Ambientales y Biológicas. En el campo que en la foto está en primer término se aplica la secuencia de rotación de cultivos "Norfolk" (patata, avena, guisante y centeno). En el campo de atrás se ha cultivado centeno durante 58 años seguidos.

La rotación de cultivos consiste en alternar plantas de diferentes familias y con diferentes necesidades nutritivas en un mismo lugar durante distintos ciclos, evitando que el suelo se agote y que las enfermedades que afectan a un tipo de plantas se perpetúen en un tiempo determinado. De esta forma se aprovecha mejor el abonado (al utilizar plantas con distintas necesidades nutritivas y con diferentes sistemas radiculares), se controlan mejor las malas hierbas y disminuyen los problemas con las plagas y las enfermedades (al no encontrar un huésped tienen más dificultad para sobrevivir).
También se debe introducir regularmente en la rotación una leguminosa y alternar plantas que requieren una fuerte cantidad de materia orgánica, y la soportan parcialmente o incluso sin fermentar (papa, calabaza, espárragos, etc.), con otras menos exigentes o que requieren materia orgánica muy descompuesta (acelga, cebolla, guisantes, etc.).
En esta práctica se debe evitar que se sucedan plantas de tipo vegetativo diferente pero que pertenezcan a la misma familia botánica, por ejemplo: espinaca y remolacha = Quenopodiáceas, apio y zanahoria = Umbelíferas, papa y tomate = Solanáceas.

## Ejemplo de rotación de cultivos
Se han marcado en color según el resultado:
     malo      aceptable      bueno      muy bueno
Se indica en literal el efecto no deseado:
- Insectos: Tipulidae, Elateridae, Lepidoptera

rata
- Enfermedades: básicamente hongos
- Estructura: significa descomposición estructural
- Calidad: pérdida de calidad
- Tarde: retraso
- Otros se indican directamente en el recuadro
- Trips: pequeños insectos

| Planta              | Cultivo previo     |                        |                    |              |         |                  |                |              |                  |           |        |                    |                     |                   |           |                  |                 |              |
| Patata              | Remolacha          | Amapola                | Guisante           | Prado        | Pastura | Alcaravea        | Trébol Alfalfa | Colza        | Judía            | Cebolla   | Lino   | Cebada de invierno | Centeno de invierno | Trigo de invierno | Avena     | Cebada de verano | Trigo de verano |              |
| ------------------- | ------------------ | ---------------------- | ------------------ | ------------ | ------- | ---------------- | -------------- | ------------ | ---------------- | --------- | ------ | ------------------ | ------------------- | ----------------- | --------- | ---------------- | --------------- | ------------ |
| Patata              |                    | nematodos enfermedades | estructura         | enfermedades |         | insectos calidad |                |              |                  |           |        |                    |                     |                   |           |                  |                 |              |
| Remolacha           | trips              |                        |                    |              | trips   | insectos         |                |              | insectos         | nematodos |        |                    | trips               |                   |           |                  |                 | trips        |
| Amapola             | trips              |                        | estructura         |              | trips   | insectos         |                |              | insectos         | maleza    |        | maleza             | trips               |                   |           |                  |                 | trips        |
| Guisante            | trips              |                        | estructura         |              |         | calidad          |                |              | calidad          | maleza    |        |                    | trips               |                   |           |                  |                 | trips        |
| Pastura en rotación | tarde              | tarde                  | tarde              | tarde        |         |                  |                |              |                  |           | tarde  | tarde              |                     |                   |           | tarde            | tarde           |              |
| Alcaravea           |                    | tarde                  | tarde              | tarde        |         |                  |                | enfermedades |                  |           | tarde  | tarde              |                     |                   |           |                  |                 |              |
| Trébol Alfalfa      | tarde              | tarde                  | tarde              | tarde        |         |                  |                | insectos     |                  | insectos  | tarde  | tarde              |                     |                   |           | tarde            | tarde           |              |
| Colza               | tarde              | tarde                  | enfermedades tarde | tarde        |         |                  |                | insectos     |                  |           | tarde  | tarde              |                     | tarde             | tarde     | tarde            | tarde           | tarde        |
| Judía               |                    |                        |                    |              |         | calidad          | calidad        |              | calidad          |           |        |                    |                     |                   |           |                  |                 |              |
| Cebolla             |                    |                        | estructura         |              |         | calidad          | calidad        |              | calidad          | maleza    | maleza |                    | trips               |                   | nematodos |                  | nematodos       |              |
| Lino                | trips              | calidad                | calidad estructura |              | trips   | calidad          | calidad        |              | calidad          |           | maleza | nematodes          | trips               |                   | no común  |                  |                 | trips        |
| Cebada de invierno  | enfermedades trips | tarde                  | tarde              |              |         | insectos calidad |                |              | insectos calidad |           | tarde  | tarde              |                     |                   |           |                  | nematodos tarde | enfermedades |
| Centeno de invierno | tarde              | tarde                  | tarde              |              |         | insectos calidad |                |              | insectos calidad |           | tarde  | nematodos          | no común            |                   |           | tarde            | nematodos tarde |              |
| Trigo de invierno   | trips tarde        | tarde                  | tarde              |              |         | insectos calidad | insectos       |              | insectos calidad |           | tarde  | tarde              |                     | trips             |           |                  |                 |              |
| Avena               |                    |                        |                    |              |         | insectos calidad |                |              | insectos calidad |           |        | nematodos          |                     |                   | nematodos |                  |                 |              |
| Cebada de verano    | trips              |                        |                    |              |         | insectos calidad | calidad        |              | insectos calidad |           |        |                    | trips               |                   |           | trips            | nematodos       |              |
| Trigo de verano     |                    |                        |                    |              |         | insectos calidad |                |              | insectos calidad |           |        |                    | trips               | trips             |           | trips            |                 | trips        |
| Cebada              | trips              |                        |                    |              |         |                  |                |              |                  |           |        |                    |                     |                   |           | trips            | nematodos       |              |